# Kelly Tarlton's Underwater World

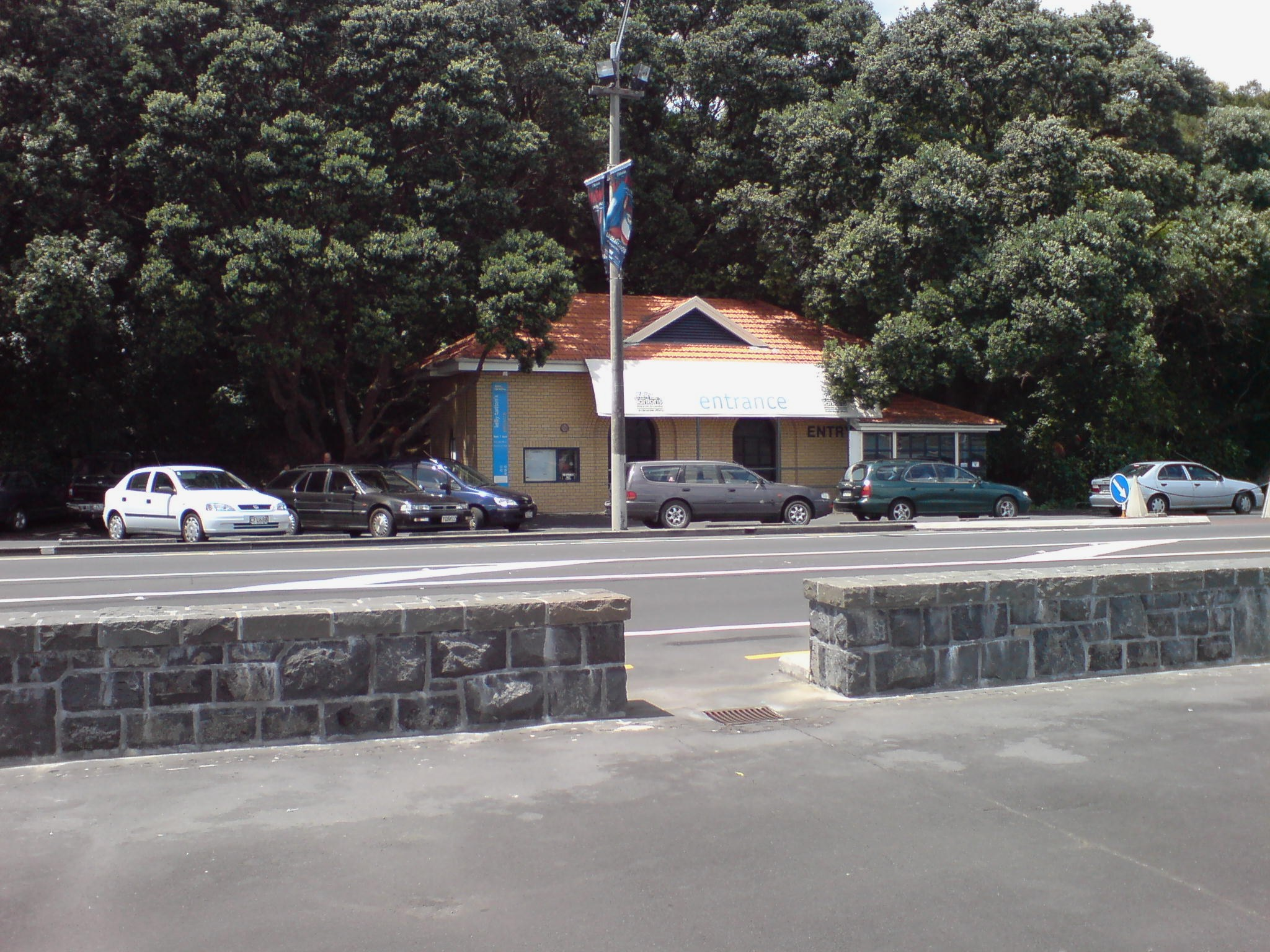

Kelly Tarlton's Underwater World situa-se em Auckland, Nova Zelândia.
É misto de museu, aquário e mini parque temático.
Como tudo na Nova Zelândia, o Kelly Tarlton's é despretencioso mas interessante.
A Antártica é o ponto alto do lugar. Tem um pouco de tudo desde os primeiros acampamentos quando a Antártica começou a ser explorada no início do século 20 até as estações mais modernas, mostrando roupas, equipamentos, veículos e como viviam os aventureiros que começaram a desbravar esta parte do mundo. Kelly Tarlton foi um aventureiro que imaginou este museu e ele mesmo juntou a maioria das peças que hoje se encontra em exposição. Caminhando por entre os "acampamentos" dá pra observar a evolução das acomodações desde o início até hoje.O meio de transporte lá e uma espécie de veículo, réplica com efeitos especiais e tudo, dos carros que os cientistas usam para se locomover na Antártica.